# Fischer Pál
Fischer Pál (Budapest, 1966. január 29. –) válogatott labdarúgó, csatár.

## Pályafutása

### Klubcsapatban
Gyerekkori lakhelyén, Pilisszántón kezdte a labdarúgást, igazolt játékos először 1980-ban, a Budapesti Építők csapatában lett; onnan igazolta át a Ferencváros 1982-ben. 1984-ben mutatkozott be az élvonalban. A Fradival egyszer bajnoki és kétszer magyar kupa második helyezett volt. 1989-ben az Ajaxhoz szerződött és bajnokságot nyert a csapattal, de egy idény után visszatért az Üllői útra, ahol bajnoki második lett a csapattal és megnyerték a Magyar Kupát, a Váci Izzót 2-1-re verve a döntőben. Az 1990/91-es bajnoki idényben mesternégyest ért el a Videoton ellen (4–0). Ezt követően egy szezont a Siófoki Bányászban játszott, a gólkirályi címet is megszerezte 16 góllal, holtversenyben a váci Orosz Ferenccel együtt. Ezután a Kispest-Honvédhoz igazolt, ahol bajnokságot nyert a csapattal, de később visszatért Siófokra. Ezt követően játszott még Sopronban, a Vasasban, ismét külföldön, Horvátországban. Innen hazatérve már csak alsóbb osztályú csapatokban szerepelt és 2003-ban vonult vissza.

### A válogatottban
1988 és 1992 között 19 alkalommal szerepelt a válogatottban.

## Sikerei, díjai
- Magyar bajnokság
  - bajnok: 1992–93
  - 2.: 1988–89, 1990–91
  - gólkirály: 1991–92 (16 gól, holtversenyben Orosz Ferenccel)
- Magyar kupa
  - győztes: 1991
  - döntős: 1986, 1989
- Holland bajnokság
  - bajnok: 1989–90

## Statisztika

### Mérkőzései a válogatottban
| Magyarország | Magyarország         | Magyarország                           | Magyarország   | Magyarország | Magyarország            | Magyarország | Magyarország | Magyarország |
| #            | Dátum                | Helyszín                               | Hazai          | Eredmény     | Vendég                  | Kiírás       | Gólok        | Esemény      |
| ------------ | -------------------- | -------------------------------------- | -------------- | ------------ | ----------------------- | ------------ | ------------ | ------------ |
| 1.           | 1988. november 15.   | Pireusz, Karaiszkákisz Stadion         | Görögország    | 3 – 0        | Magyarország            | barátságos   | -            | 46'          |
| 2.           | 1988. december 11.   | Ta’ Qali                               | Málta          | 2 – 2        | Magyarország            | vb-selejtező | -            | 73'          |
| 3.           | 1989. április 4.     | Budapest, Népstadion                   | Magyarország   | 3 – 0        | Svájc                   | barátságos   | -            | 53'          |
| 4.           | 1989. április 12.    | Budapest, Népstadion                   | Magyarország   | 1 – 1        | Málta                   | vb-selejtező | -            | 46'          |
| 5.           | 1989. szeptember 6.  | Belfast, Windsor Park                  | Észak-Írország | 1 – 2        | Magyarország            | vb-selejtező | -            | 88'          |
| 6.           | 1989. október 25.    | Budapest, Népstadion                   | Magyarország   | 1 – 1        | Görögország             | barátságos   | -            | 77'          |
| 7.           | 1989. november 15.   | Sevilla, Ramón Sánchez Pizjuan Stadion | Spanyolország  | 4 – 0        | Magyarország            | vb-selejtező | -            | 64'          |
| 8.           | 1990. március 20.    | Budapest, Üllői úti Stadion            | Magyarország   | 2 – 0        | Egyesült Államok        | barátságos   | -            | 46'          |
| 9.           | 1990. március 28.    | Budapest, Népstadion                   | Magyarország   | 1 – 3        | Franciaország           | barátságos   | -            | 52'          |
| 10.          | 1990. május 28.      | Nîmes, Costiéres Stadion (FRA)         | Magyarország   | 3 – 0        | Egyesült Arab Emírségek | barátságos   | -            | 46'          |
| 11.          | 1990. június 2.      | Budapest, Fáy utcai Stadion            | Magyarország   | 3 – 1        | Kolumbia                | barátságos   | -            | 46'          |
| 12.          | 1990. október 31.    | Budapest, Hungária körúti Stadion      | Magyarország   | 4 – 2        | Ciprus                  | Eb-selejtező | -            | 56'          |
| 13.          | 1991. február 19.    | Rosario, Central Stadion               | Argentína      | 2 – 0        | Magyarország            | barátságos   | -            |              |
| 14.          | 1991. április 3.     | Limassol                               | Ciprus         | 0 – 2        | Magyarország            | Eb-selejtező | -            | 73'          |
| 15.          | 1991. szeptember 25. | Moszkva, Luzsnyiki Stadion             | Szovjetunió    | 2 – 2        | Magyarország            | Eb-selejtező | -            | 59'          |
| 16.          | 1991. október 9.     | Székesfehérvár, Sóstói Stadion         | Magyarország   | 0 – 2        | Belgium                 | barátságos   | -            |              |
| 17.          | 1991. október 30.    | Szombathely, Rohonci úti stadion       | Magyarország   | 0 – 0        | Norvégia                | Eb-selejtező | -            |              |
| 18.          | 1992. március 25.    | Budapest, Népstadion                   | Magyarország   | 2 – 1        | Ausztria                | barátságos   | -            | 89'          |
| 19.          | 1992. augusztus 26.  | Nyíregyháza, Városi Stadion            | Magyarország   | 2 – 1        | Ukrajna                 | barátságos   | -            | 46'          |
|              | Összesen             |                                        |                | 19           | mérkőzés                |              | 0            | gól          |